# Беконо, Даниель
Даниель Н’Дене Беконо (фр. Daniel N'Dene Bekono; род. 31 мая 1978, Яунде) — камерунский футболист, вратарь.

## Карьера

### Клубная
В 1999 году Беконо подписал свой первый профессиональный контракт с камерунской командой «Канон Яунде», в котором он провёл четыре последующих сезона. С этим клубом он выиграл чемпионат и кубок Камеруна по одному разу.
После этого он перебирается на один сезон в другой камерунский клуб «Фову Бахам».
В 2003 году Беконо переходит в болгарский футбольный клуб «Берое» из города Стара-Загора. Он проводит с этим клубом пять сезонов и переходит в софийский ЦСКА. С ЦСКА он выигрывает чемпионат страны, а также Суперкубок Болгарии.

### Сборная
Беконо с 1999 года вызывался в состав сборной Камеруна.
Самыми серьёзными достижениями в составе национальной команды являются победы в Кубке африканских наций 2000 года и на Олимпийских играх в Сиднее.

## Достижения

### Клубные

#### Канон Яунде
- Чемпион Камеруна: 2002
- Обладатель Кубка Камеруна: 1999

#### ЦСКА София
- Чемпион Болгарии: 2007/08
- Обладатель Суперкубка Болгарии: 2008

### Сборная

#### Камерун
- Кубок африканских наций: 2000
- Олимпийские игры: 2000